# Джек Макглінн
Джек Макглінн (англ. Jack McGlynn, нар. 7 липня 2003, Міддл-Вілледж, Квінз) — американський футболіст, півзахисник клубу «Філадельфія Юніон» та національної збірної США.

## Клубна кар'єра
Джек Макглінн народився 2003 року в районі Міддл-Вілледж у Квінзі. Розпочав займатися футболом у клубі «БВ Готтскее», пізніше перейшов до школи клубу «Філадельфія Юніон». У дорослому футболі дебютував 2021 року у складі клубу «Філадельфія Юніон», станом на липень 2024 року зіграв у її складі 99 матчів.

## Виступи за збірні
У 2019 року Джек Макглінн дебютував у складі юнацької збірної США, загалом на юнацькому рівні взяв участь у 5 іграх. З 2021 року футболіст грає у складі молодіжної збірної США. Також у складі олімпійської збірної США Макглінн брав участь у літніх Олімпійських іграх 2024 року, на яких американська олімпійська збірна вийшла до чвертьфіналу, де поступилася збірній Марокко з рахунком 0-4.
20 січня 2024 року Макглінн дебютував у складі національної збірної США в матчі зі збірною Словенії.